# نفت گرمایشی
نفت گرمایشی یک گونه فراورده نفتی مایع با گران‌روی پایین است که از آن به عنوان نفت سوختی برای کوره یا بویلر استفاده می‌شود.
نفت گرمایشی ۳۸٫۶ MJ/l انرژی تولید می‌کند و وزن آن ۰٫۹۵ kg/l است. نقطه اشتعال آن ۵۲ درجهٔ سانتیگراد است. نفت گرمایشی آمیخته‌ای است از هیدروکربن‌های به دست آمده از نفت خام با ۱۴ تا ۲۰ اتم کربن که در تقطیر جزء به جزء در دمای ۲۵۰ تا ۳۵۰ درجهٔ سلسیوس چگالیده می‌شوند. 
نفت گرمایشی در دمای کمتری نسبت به ژله پترولیوم، آسفالت و روان‌ساز و در دمای بالاتری نسبت به نفت سفید (۱۶۰ تا ۲۵۰ درجه سانتیگراد) چگالیده می‌شود. گفتنی است که هیدروکربن‌های سنگین C20+ در دمای ۳۴۰ تا ۴۰۰ درجه چگالیده می‌شوند.